# Сахибзада Мухаммад Исхак Заффар
Сахибзада Мухаммад Исхак Заффар (урду صاحبزادہ محمد اسحاق ظفر ‎; 12 сентября 1944 , Бани Хафиз, Азад-Кашмир, Пакистан — 2 сентября 2006, Равалпинди, Пенджаб, Пакистан) — политический и государственный деятель Азад-Кашмира, и.о. Президента Азад-Кашмира (20 июля 1991 — 29 июля 1991). Спикер Законодательного собрания Азад-Кашмира (1990—1991).

## Биография
Изучал политологию и урду в Карачинском университете (Пакистан). До прихода в политику работал учителем начальных классов.
Политик. Сторонник Беназир Бхутто. Член Пакистанской народной партии. Был одним из основателей «Пакистанской народной партии» в Азад-Кашмире. Член ЦИК Народной партии Пакистана с 1993 по 2006 год.
Окончив юридический факультет, был председателем коллегии адвокатов Музаффарабада. Почти 30 месяцев провёл в тюрьме за оппозицию режимам Зия уль Хака и Первеза Мушаррафа . Во время военного положения в Пакистане продолжал выступать за восстановление демократии в стране.
Старший министр (1996—2001). Лидер оппозиции с июля по сентябрь 2006.
Умер от сердечного приступа.